# Velké Chvojno
Velké Chvojno là một làng thuộc huyện Ústí nad Labem, vùng Ústecký, Cộng hòa Séc.